# Agentes in rebus
Agentes in rebus (lat. „konající ve věcech“) bylo označení úředníků na císařském dvoře v Byzantské říši. Jejich přímý nadřízený měl označení magister officiorum. Úkolem těchto úředníků bývalo doručování císařových rozkazů, vyhlášených zákonů a dalších závazných dokumentů do rukou úředníků v jednotlivých provinciích. Dále také dohlíželi na správné vykonáváních povinností úředníků v jednotlivých provinciích, na vybírání daní a cla, na stavby objektů ve státním zájmu (především mosty) či na odvody vojáků. Dalším úkolem bylo zjišťování nálady mezi obyvatelstvem provincií a sledovat možná ohniska vzniku nepokojů či povstání. Pro tyto účely fungovaly tzv. curiosi, tedy jakási obdoba tajné policie. Pro vykonávání svých povinností navíc zdarma využívali státní poštu (tzv. cursus publicus či dromos), což jí způsobovalo značné potíže. Je známo, že v 5. století pracovalo na 1 200 takovýchto úředníků a jediný, kdo je mohl případně odvolat, byl sám císař. K zániku došlo v době rozpadu státní správy v 7. století.